# Medaglia Charles Doolittle Walcott
La medaglia Charles Doolittle Walcott (in inglese Charles Doolittle Walcott Medal), istituita nel 1934 in memoria di Charles Doolittle Walcott, viene assegnata ogni cinque anni dalla National Academy of Science per i contributi in geologia e paleontologia, con particolare riferimento ai periodi pre-cambriano e cambriano.
I vincitori, dall'istituzione all'ultimo conferimento, sono stati:
| Anno | Vincitori                             |
| 1934 | David White                           |
| 1939 | Anton Hilmer Westergard               |
| 1947 | Alexander Grigorievich Vologdin       |
| 1952 | Franco Rasetti                        |
| 1957 | Pierre Hupe                           |
| 1962 | Armin Alexander Öpik                  |
| 1967 | Allison R. Palmer                     |
| 1972 | Elso Sterrenberg Barghoorn            |
| 1977 | Preston Cloud                         |
| 1982 | Martin Glaessner                      |
| 1987 | Andrew H. Knoll e Simon Conway Morris |
| 1992 | Stefan Bengtson                       |
| 1997 | Mikhail A. Fedonkin                   |
| 2002 | Hans J. Hofmann                       |
| 2007 | John Grotzinger                       |
| 2013 | J. William Schopf                     |